# Haematopus moquini
La beccaccia di mare africana (Haematopus moquini Bonaparte, 1856) è un uccello della famiglia Haematopodidae.

## Distribuzione e habitat
Questo uccello nidifica in Namibia e Sudafrica; accidentale in Angola e in Mozambico.